# Rodrigo Anes Borges
Rodrigo Anes Borges foi um cavaleiro português.

## Biografia
A pessoa mais antiga que se conhece da sua linhagem que, segundo dizem e segundo a opinião da generalidade dos genealogistas, passou a França, onde serviu o Rei Filipe II Augusto (1180-1223), nas guerras que manteve durante o seu reinado, e onde se celebrizou, mostrando tanto valor e ganhando tanta fama que, quando os hereges Cátaros assolaram a Província de Berry durante a Cruzada Albigense, o Rei mandou-o socorrer a cidade de Bourges, Arcebispado e Cabeça da Província de Berry. Nesta empresa e na sua defesa foi tão feliz que em pouco tempo venceu e destroçou os inimigos, as tropas infiéis a este soberano, causando-lhes mais de 7.000 mortes. Em memória desta ação se imortalizou o nome do Chevalier de Bourges ou Cavaleiro de Bourges, passando seus descendentes a chamarem-se Borges. Parece que por tais feitos e por este acto heróico terá tomado o nome de Bourges, que em português deu Borges, provêm as Armas que hoje usam os deste Apelido, ou somente o acrescentamento da bordadura, semeada de flores-de-lis, e que são: de vermelho, com um leão de ouro, armado e lampassado de azul; bordadura cosida de azul, semeada de flores-de-lis de ouro; timbre: o leão do escudo.
O Cavaleiro Fidalgo Rodrigo Anes, de volta a Portugal, estabeleceu-se em Trás-os-Montes e Alto Douro, na Comarca da Torre de Moncorvo, onde fez Solar desta família.

## Casamento e descendência
Casou com Grácia Mendes, da qual teve um filho: 
- João Rodrigues Borges (Santarém, c. 1160 - a. 1211), 1.º Senhor de juro e herdade da Terra de Alva ou de Álvaro, casado com Catarina Lopes, falecida em Santarém em Maio de 1220 e sepultada na Igreja do recém-fundado (1211) Mosteiro de São Domingos, em Santarém, num carneiro à entrada da porta, com o seguinte letreiro: «Esta sepultura é da mui [muito] / virtuosa Caterina Lopes mu- / lher que foi de João Rodrigues / Borges que foi senhor da terra / de Alva [Álvaro]. Faleceu em / Maio de 1258 [1220]». Deste matrimónio nasceram dois filhos, dos quais provém a estirpe dos Borges.[3]